# Kévin Rodrigues
Kévin Manuel Rodrigues (Bayonne, 5 marzo 1994) è un calciatore francese naturalizzato portoghese, difensore del Kasımpaşa.

## Biografia
Nato in Francia, è in possesso della cittadinanza portoghese grazie alle origini dei genitori.

## Carriera

### Club
Cresciuto nei settori giovanili di Aviron Bayonnais, squadra della sua città natale, e Tolosa, ha esordito con la prima squadra del Téfécé il 20 maggio 2012, nella partita di campionato persa 0-2 contro l'Ajaccio. Nel 2014 si trasferisce al Digione, da cui svincola al termine della stagione, dopo aver collezionato quattro presenze totali. Il 4 giugno 2015 viene tesserato dalla Real Sociedad, con cui firma un biennale. Disputate due stagioni con la squadra riserve del club basco, il 1º marzo 2017 prolunga fino al 2020.

### Nazionale
Ha ricevuto la prima convocazione con la nazionale under-21 portoghese il 3 novembre 2016; in seguito ha partecipato agli Europei di categoria del 2017, in cui la squadra lusitana è stata eliminata nel girone.
Ha debuttato con la nazionale maggiore il 10 novembre 2017, nell'amichevole vinta per 3-0 contro l'Arabia Saudita.

## Statistiche

### Presenze e reti nei club
Statistiche aggiornate al 15 febbraio 2018.
| Stagione               | Squadra                | Campionato             | Campionato | Campionato | Coppe nazionali | Coppe nazionali | Coppe nazionali | Coppe continentali | Coppe continentali | Coppe continentali | Altre coppe | Altre coppe | Altre coppe | Totale | Totale |
| Stagione               | Squadra                | Comp                   | Pres       | Reti       | Comp            | Pres            | Reti            | Comp               | Pres               | Reti               | Comp        | Pres        | Reti        | Pres   | Reti   |
| ---------------------- | ---------------------- | ---------------------- | ---------- | ---------- | --------------- | --------------- | --------------- | ------------------ | ------------------ | ------------------ | ----------- | ----------- | ----------- | ------ | ------ |
| 2011-2012              | Tolosa                 | L1                     | 1          | 0          | CF+CdL          | -               | -               | -                  | -                  | -                  | -           | -           | -           | 1      | 0      |
| 2012-2013              | Tolosa                 | L1                     | 1          | 0          | CF+CdL          | -               | -               | -                  | -                  | -                  | -           | -           | -           | 1      | 0      |
| 2013-2014              | Tolosa                 | L1                     | 0          | 0          | CF+CdL          | 0               | 0               | -                  | -                  | -                  | -           | -           | -           | 0      | 0      |
| Totale Tolosa          | Totale Tolosa          | Totale Tolosa          | 2          | 0          |                 | 0               | 0               |                    | -                  | -                  |             | -           | -           | 2      | 0      |
| 2014-2015              | Digione                | L1                     | 2          | 0          | CF+CdL          | 1+1             | 0               | -                  | -                  | -                  | -           | -           | -           | 4      | 0      |
| 2015-2016              | Real Sociedad B        | SDB                    | 29         | 5          | -               | -               | -               | -                  | -                  | -                  | -           | -           | -           | 29     | 5      |
| 2016-2017              | Real Sociedad B        | SDB                    | 27         | 1          | -               | -               | -               | -                  | -                  | -                  | -           | -           | -           | 27     | 1      |
| Totale Real Sociedad B | Totale Real Sociedad B | Totale Real Sociedad B | 56         | 6          |                 | -               | -               |                    | -                  | -                  |             | -           | -           | 56     | 6      |
| 2016-2017              | Real Sociedad          | PD                     | 2          | 0          | CS              | 0               | 0               | -                  | -                  | -                  | -           | -           | -           | 2      | 0      |
| 2017-2018              | Real Sociedad          | PD                     | 20         | 1          | CS              | 0               | 0               | UEL                | 2                  | 0                  | -           | -           | -           | 22     | 1      |
| 2018-2019              | Real Sociedad          | PD                     | 7          | 0          | CS              | 0               | 0               | -                  | -                  | -                  | -           | -           | -           | 7      | 0      |
| ago. 2019              | Real Sociedad          | PD                     | 1          | 0          | CS              | 0               | 0               | -                  | -                  | -                  | -           | -           | -           | 1      | 0      |
| Totale Real Sociedad   | Totale Real Sociedad   | Totale Real Sociedad   | 30         | 1          |                 | 0               | 0               |                    | 2                  | 0                  |             | -           | -           | 32     | 1      |
| sett. 2019-2020        | Leganés                | PD                     | 26         | 1          | CS              | 1               | 0               | -                  | -                  | -                  | -           | -           | -           | 27     | 1      |
| 2020-2021              | Eibar                  | PD                     | 22         | 1          | CS              | 2               | 0               | -                  | -                  | -                  | -           | -           | -           | 24     | 1      |
| 2021-2022              | Rayo Vallecano         | PD                     | 13         | 0          | CS              | 4               | 0               | -                  | -                  | -                  | -           | -           | -           | 17     | 0      |
| 2022-2023              | Adana Demirspor        | SL                     | 33         | 2          | CT              | 1               | 0               | -                  | -                  | -                  | -           | -           | -           | 34     | 2      |
| Totale carriera        | Totale carriera        | Totale carriera        | 184        | 11         |                 | 10              | 0               |                    | 2                  | 0                  |             | -           | -           | 196    | 11     |

### Cronologia presenze e reti in nazionale

#### Nazionale maggiore portoghese
| Cronologia completa delle presenze e delle reti in nazionale ― Portogallo | Cronologia completa delle presenze e delle reti in nazionale ― Portogallo | Cronologia completa delle presenze e delle reti in nazionale ― Portogallo | Cronologia completa delle presenze e delle reti in nazionale ― Portogallo | Cronologia completa delle presenze e delle reti in nazionale ― Portogallo | Cronologia completa delle presenze e delle reti in nazionale ― Portogallo | Cronologia completa delle presenze e delle reti in nazionale ― Portogallo | Cronologia completa delle presenze e delle reti in nazionale ― Portogallo |
| Data                                                                      | Città                                                                     | In casa                                                                   | Risultato                                                                 | Ospiti                                                                    | Competizione                                                              | Reti                                                                      | Note                                                                      |
| ------------------------------------------------------------------------- | ------------------------------------------------------------------------- | ------------------------------------------------------------------------- | ------------------------------------------------------------------------- | ------------------------------------------------------------------------- | ------------------------------------------------------------------------- | ------------------------------------------------------------------------- | ------------------------------------------------------------------------- |
| 10-11-2017                                                                | Viseu                                                                     | Portogallo                                                                | 3 – 0                                                                     | Arabia Saudita                                                            | Amichevole                                                                | -                                                                         |                                                                           |
| 14-10-2018                                                                | Londra                                                                    | Scozia                                                                    | 1 – 3                                                                     | Portogallo                                                                | Amichevole                                                                | -                                                                         |                                                                           |
| 20-11-2018                                                                | Guimarães                                                                 | Portogallo                                                                | 1 – 1                                                                     | Polonia                                                                   | UEFA Nations League 2018-2019 - 1º turno                                  | -                                                                         |                                                                           |
| Totale                                                                    |                                                                           | Presenze                                                                  | 3                                                                         |                                                                           | Reti                                                                      | 0                                                                         |                                                                           |

#### Nazionale Under-21 portoghese
| Cronologia completa delle presenze e delle reti in nazionale ― Portogallo under 21 | Cronologia completa delle presenze e delle reti in nazionale ― Portogallo under 21 | Cronologia completa delle presenze e delle reti in nazionale ― Portogallo under 21 | Cronologia completa delle presenze e delle reti in nazionale ― Portogallo under 21 | Cronologia completa delle presenze e delle reti in nazionale ― Portogallo under 21 | Cronologia completa delle presenze e delle reti in nazionale ― Portogallo under 21 | Cronologia completa delle presenze e delle reti in nazionale ― Portogallo under 21 | Cronologia completa delle presenze e delle reti in nazionale ― Portogallo under 21 |
| Data                                                                               | Città                                                                              | In casa                                                                            | Risultato                                                                          | Ospiti                                                                             | Competizione                                                                       | Reti                                                                               | Note                                                                               |
| ---------------------------------------------------------------------------------- | ---------------------------------------------------------------------------------- | ---------------------------------------------------------------------------------- | ---------------------------------------------------------------------------------- | ---------------------------------------------------------------------------------- | ---------------------------------------------------------------------------------- | ---------------------------------------------------------------------------------- | ---------------------------------------------------------------------------------- |
| 24-3-2017                                                                          | Estoril                                                                            | Portogallo under 21                                                                | 3 – 1                                                                              | Norvegia under 21                                                                  | Amichevole                                                                         | -                                                                                  | 80’                                                                                |
| 28-3-2017                                                                          | Stoccarda                                                                          | Germania under 21                                                                  | 0 – 1                                                                              | Portogallo under 21                                                                | Amichevole                                                                         | -                                                                                  |                                                                                    |
| 17-6-2017                                                                          | Bydgoszcz                                                                          | Portogallo under 21                                                                | 2 – 0                                                                              | Serbia under 21                                                                    | Europeo Under-21 2017 - 1º turno                                                   | -                                                                                  |                                                                                    |
| 20-6-2017                                                                          | Gdynia                                                                             | Portogallo under 21                                                                | 1 – 3                                                                              | Spagna under 21                                                                    | Europeo Under-21 2017 - 1º turno                                                   | -                                                                                  |                                                                                    |
| 23-6-2017                                                                          | Gdynia                                                                             | Macedonia del Nord under 21                                                        | 2 – 4                                                                              | Portogallo under 21                                                                | Europeo Under-21 2017 - 1º turno                                                   | -                                                                                  | 18’                                                                                |
| Totale                                                                             |                                                                                    | Presenze                                                                           | 5                                                                                  |                                                                                    | Reti                                                                               | 0                                                                                  |                                                                                    |

## Palmarès

### Club

#### Competizioni nazionali
- Prima Divisione: 1

Al-Qadisiya: 2023-2024